# Výrov
Výrov (Weirau) ist eine Gemeinde in Tschechien. Sie liegt im Norden des Bezirkes Plzeň-Nord, ca. 33 km nördlich der Stadt Plzeň. Výrov grenzt im Nordosten an Kralovice und im Südwesten an Plasy. Die Gemeinde wurde um 1300 gegründet und erstmals im Jahr 1307 schriftlich erwähnt.

## Gemeindegliederung
Die Gemeinde besteht aus den Ortsteilen Výrov (Weirau) und Hadačka (Hadatschka).